# 新樓女學校
新樓女學校創立於1887年，為臺灣南部第一所女子學校，是今日長榮女子高級中學的前身。學校歷經臺灣清治、日治時期及戰後，在臺灣女子教育史佔有重要地位。

## 創校背景
19世紀末，天津條約和北京條約簽訂，基督教開始在中國和臺灣傳教。英國長老教會負責臺灣南部的宣教工作。1865年，馬雅各來臺設立醫館傳教，開啟了長老教會在臺灣的宣教事業。1867年，李庥牧師夫婦抵臺協助宣教。李庥之妻伊莉莎白·李庥目睹臺灣婦女纏足，認為必須重視婦女教育，才能健全信仰發展，因此倡議設立女學。
1879年，伊莉莎白向臺南教士會議正式提出設立女學的申請，捐出300英鎊作為興建校舍的經費，擔任第一位女宣教師。然而，社會普遍認為女子無須受教育，當地紳民因此阻撓，直到1883年學校才開始動工。1885年，朱約安（Miss Joan Stuart）和文安（Miss Annie E. Butler）兩位女教士接替因病返鄉的伊莉莎白，說服家長讓八歲以上的女孩入學，並以放足作為唯一入學條件。當時，《臺灣府城教會報》發揮了重要作用，刊登各種女學宣傳。:12

## 發展歷程

### 清治時期
1887年1月，新樓女學校於新樓（今臺南神學院慕杯館）正式開學，由朱約安、文安、萬真珠輪流主持校務。學校採取寄宿制，為了吸引學生，每一年只收取4銀元的伙食費，校方負責準備書、字簿、圖板、筆墨等必需品，教師的薪資也由英國長老教會補助。:12課程包括粗淺的白話字、算數、女紅等，最重要的是研讀聖經。校舍只能容納18人，超收的學生居住於府城，白天至學校上課，晚上則回到家中。:13
首屆學生一共19名，多為不纏足的平埔族女孩，而後漸增至28名，但就教會人數比例而言並不理想。:13不過，在學校每年一次的放假期間，女傳教士會呼籲傳道師之妻至此研讀聖經，長老教會「連出嫁的姊妹和老婦人都想來府城接受教育」。

### 日治時期
1904年，盧仁愛（Miss Jeanie Lloyd）擔任學校第一位校長，著手改革校務，並且提升教學品質。1912年，女學校的設施開始無法容納學生人數，盧仁愛便於1919年成立校友會，積極籌措建設經費。在校友會、英國女宣道會、臺灣教會及社會的幫助下，幾年內便募得6,000英鎊興建校舍。1922年，英國長老教會派吳瓅志（Ms. Jessie W. Galt）赴臺南，協助盧仁愛辦學，兩人皆為有經驗的教育工作者，而吳瓅志更是少數擁有大學學位的女性。
1923年，學校遷入新校舍，改名為「長老教女學校」，從小學增設為預科四年、本科四年的二級制中學，學生人數達250名，並且興建大樓、木造二樓建築作為餐廳，時稱赤崁樓（今紅樓）。此時，學生人數已從盧仁愛接手時的50多名，上升至200多名。
1927年，校長由吳瓅志接任。吳瓅志任職期間，女學校的音樂教育備受肯定，曾經在中南部各城市舉辦學生音樂會，聖歌隊更定期在臺南東門教會的主日禮拜獻詩。然而，日本政府推動皇民化運動，吳瓅志為了兼顧學校發展和信仰而辭職，於1937年將校長交由日籍牧師植村環接任。同年，植村環赴日本基督教女青年會擔任會長，日本政府指派了番匠鐵雄繼任，此後，校內宗教事工必須使用日語。
日本政府欲將女學校改制為高等女學校，要求參加檢定考試。1939年在番匠鐵雄的努力下，女學校獲得日本政府承認，成為四年制女子中學，更名為「長榮高等女學校」，也成了當地的貴族學校。

### 戰後時期
戰後，學校更名，成為臺南市私立長榮女子高級中學，番匠鐵雄和日籍教師皆被遣返回國，由出身臺南的劉主安擔任校長。

## 歷任校長
- 第一任：盧仁愛教士（1904年）
- 第二任：吳瓅志教士（1927年）
- 第三任：植村環牧師（1937年）
- 第四任：番匠鐵雄牧師（1937年）[7]

## 歷史意義及建築特色
新樓女學校開啟臺灣的女子教育先河，推動放足，並且強調男女平等的受教權、逐步改變社會對女子教育的看法，經歷了清治、日治時期及戰後，校務治理也歷經英國、日本甚至臺灣女性主持的過程。:13校舍本館紅樓建於1923年，2002年成為臺南市定古蹟。建築呈ㄇ字形，北面中央為入口。正面採用西式立面設計，入口門廊有四根柱子。屋簷模仿日本傳統建築的弧形山牆，屋頂正脊上方有一個八角形小塔，為「西式洋樓融合台灣傳統三合院的特殊建築」，是臺南市東區保護得相當完整的日治時期建築，修復完畢後成為該校之校史館。